# Вальдеканьяс-де-Тахо
Вальдеканьяс-де-Тахо (ісп. Valdecañas de Tajo) — муніципалітет в Іспанії, у складі автономної спільноти Естремадура, у провінції Касерес. Населення — 113 осіб (2010).
Муніципалітет розташований на відстані близько 180 км на південний захід від Мадрида, 70 км на північний схід від Касереса.
На території муніципалітету розташовані такі населені пункти: (дані про населення за 2010 рік)
- Вальдеканьяс-де-Тахо: 106 осіб
- Вальдеморено: 7 осіб

## Демографія
Динаміка населення (INE ):

## Галерея зображень

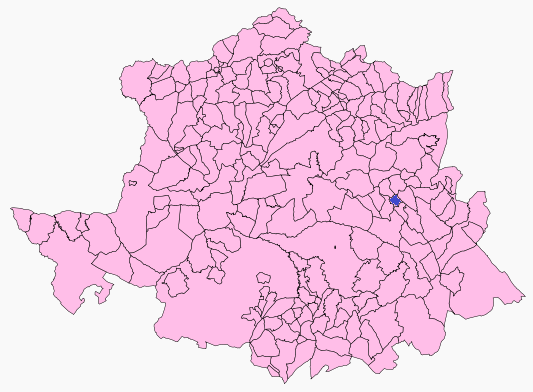
Розташування муніципалітету у провінції Касерес